# Colegio de San Cosme y San Damián (Pamplona)

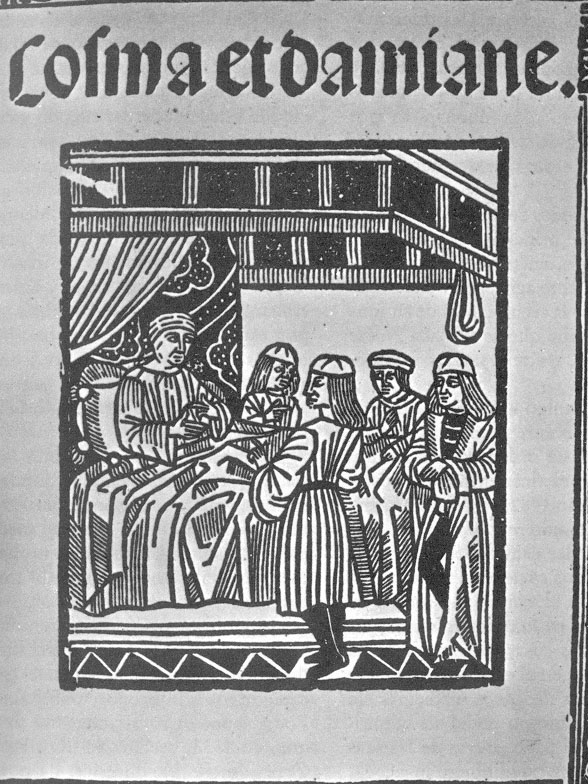
Grabados de San Cosme y San Damián patronos de muchos colegios profesionales de medicina y farmacia

El Colegio de San Cosme y San Damián (Pamplona), llamado también durante muchos años Cofradía de San Cosme y San Damián de Pamplona, fue una fundación de los reyes de Navarra Juan III de Labrit, o Albret, y su esposa, Catalina I de Foix, realizada el 31 de enero de 1496 en Pamplona, agrupando a los médicos, cirujanos, boticarios y barberos de la ciudad según recogían las constituciones aprobadas por estos monarcas el 7 de junio de 1496. El lugar de la fundación fue el convento de Santa María del Carmen de Pamplona (situado entonces junto al Portal de Abrevador, al norte de la ciudad, ahora llamado Portal de Zumalacárregui) aunque luego se trasladó al Hospital de la Misericordia (1556). Unos años más tarde, en 1537, se fundó en Tudela otra cofradía de igual nombre y similares funciones. Desapareció a principios del siglo XIX, en las Cortes de Navarra celebradas en 1828-1829.

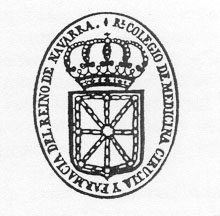
Sello del Real Colegio del Reino de Navarra

## Historia

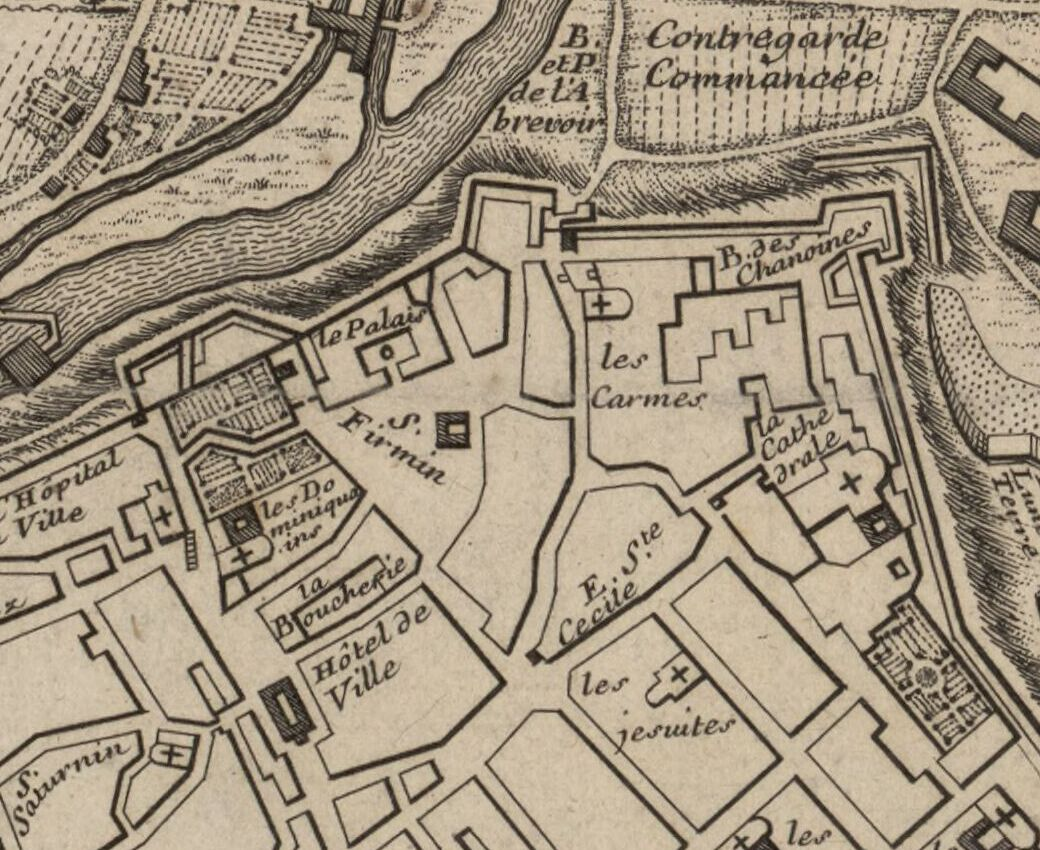
Plano de Pamplona (1719) donde se observa (arriba a la derecha) el Convento del Carmen cerca del Portal de Abrevadero.

### Fundación
El día 31 de enero del año 1496, «dentro en el refitorio del convento de Santa María del de la ciudad de Pamplona», se reunieron el maestre Juan de Elizondo, físico (médico) de los reyes, el maestre Pedro de Lizasoáin, cirujano real, el maestre Pere Arnaut, boticario real, y otros tres boticarios así como nueve cirujanos y barberos, todos ellos vecinos de Pamplona. El encuentro tenía por objeto el establecimiento de una cofradía «para que en las operaciones que farán en los cuerpos humanos, sean bien fortunados, mediante el auxilio divino y patrocinio de los bienaventurados San Cosme y San Damián». Además de ambos santos, se pusieron bajo el amparo de la Virgen María.

### Constituciones
Pocos meses después, el 7 de junio, se aprobaban las constituciones fundacionales compuestas de 31 capítulos. Esta cofradía, nacida en principio por motivos religiosos y devocionales, terminó por ejercer durante más de tres siglos las funciones actualmente competencia de colegios profesionales y sindicatos. El 23 de noviembre de 1583, en el mismo refectorio del convento del Carmen Calzado, estas constituciones se completarían con nuevas adiciones como consecuencia directa del «desorden y graves daños que han sucedido y suceden cada día en esta ciudad, por haber admitído barberos en la cofradía».

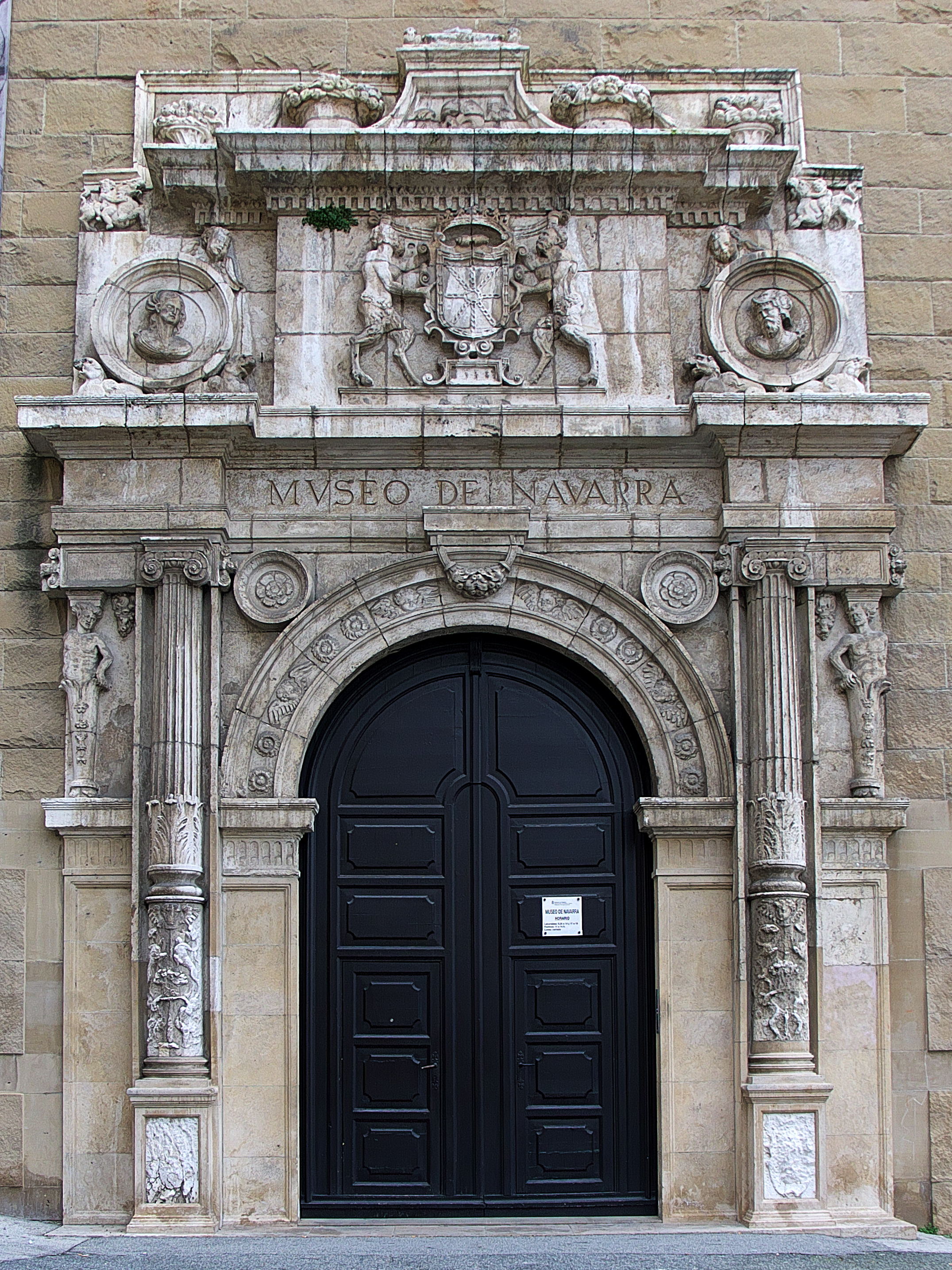
Portada renacentista del actual Museo de Navarra antes Hospital de la Misericordia

### Evolución de sus funciones y competencias
Aunque en un principio, tuvo un carácter marcadamente más religioso que profesional, poco a poco fue adquiriendo un carácter más profesional.
Al principio nació con la idea de otorgar las dispensas necesarias para ejercer la medicina y la farmacia en Navarra, más concretamente en la zona de Pamplona y sus alrededores, ya que en Tudela, llegó a haber otro colegio diferente durante siglos.
Con la instauración del protomedicato por parte de Carlos I de España, V de Alemania y IV de Navarra, en el siglo XVI, las tensiones entre ambas instituciones fueron de gran magnitud, ya que el grupo de profesionales rechazaba en general la intromisión de delegados foráneos en el ejercicio local de sus profesiones. 
En marzo de 1744 la documentación se refiere ya al Colegio de boticarios de San Cosme y San Damián.
Los diferentes autores que censuran a Pedro de Viñaburu en su libro Cartilla Pharmaceutica chimico-Galenica dicen que pertenece al antiguo colegio de San Cosme y San Damián. Esto es en el año 1729.

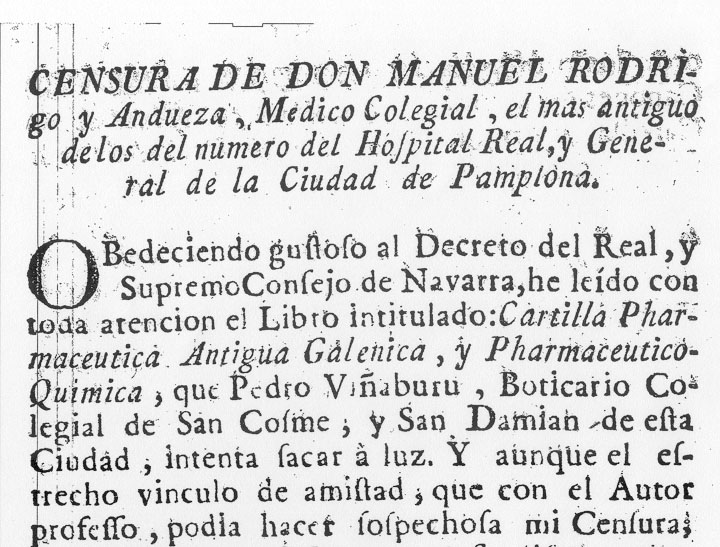
Pertenencia de Viñaburu al Colegio de San Cosme y San Damián

Uno de ellos es médico y pertenece también al colegio, con lo que deducimos que la separación en este aspecto colegial de ambas profesiones, no se produjo hasta tiempos posteriores. 
Durante las Cortes de Navarra celebradas en 1829-1829 se aprobó su desaparición al mismo tiempo que desaparecía el empleo de Protomédico, y mediante la Ley LII se aprobaba la creación del Real Colegio de Medicina, Cirugía y Farmacia del Reino de Navarra.

Se considera a este colegio como el antecedente directo del Colegio de Farmacéuticos de Navarra actual. Curiosamente, el patronazgo del colegio de farmacéuticos actual corresponde a la Inmaculada Concepción, cuya fiesta es el 8 de diciembre.

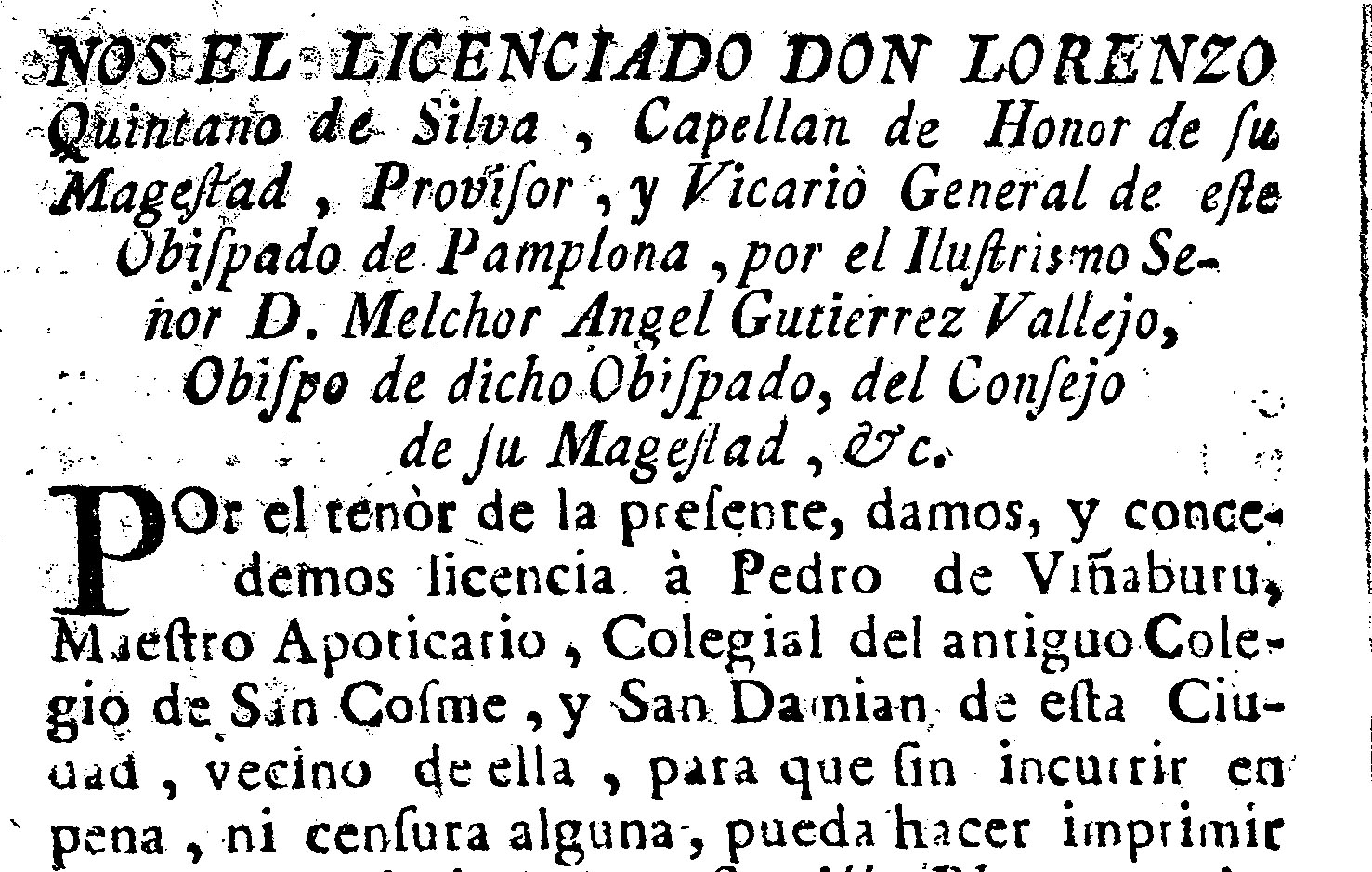
Otro testimonio de la pertenencia de Viñaburu al Colegio de sab Cosme y san Damián

## Funciones
Fundamentalmente, a lo largo de su historia, sus funciones fueron:
- Promover la formación de los profesionales sanitarios (médicos, cirujanos y farmacéuticos).
- Supervisar el desempeño profesional de este colectivo.
- Ejercer una labor de inspección y sanción ante actuaciones que excedieran de las normas.